# Yū Kobayashi
Yū Kobayashi (小林 ゆう, Kobayashi Yū, Tóquio, 5 de fevereiro de 1982) é uma dubladora japonesa. Ela também trabalha ocasionalmente como animadora-chefe.

## Papéis interpretados
- Oota Shou em Ginga & Kickoff![2]
- Akitsu em Sekirei
- Ayame Sarutobi em Gintama
- Benitobi em Amatsuki
- Cécile Cosina Caminanes em Metal Gear Solid: Peace Walker
- Chitose Tateyama em Buso Renkem
- Clain em Fractale
- Dan Kuso em Bakugan Battle Brawlers
- Emily Adachi em Air Gear: Kuro no Hane to Nemuri no Mori
- Folo em Million KNights Vermillion
- Hiroshi Kuzumi em Ookami Kakushi
- Kaere/Kaede Kimura em Sayonara, Zetsubou sensei
- Kanon em Umineko no Naku Koro ni
- Kasumi Nagumo em Memories Off: Yubikiri no Kioku
- Kazahana Aja em Gundam Seed Astray
- Kyōka Kanejō em B Gata H Kei
- Kyoko Mikihisa em Level E
- Lala González em School Rumble
- Lia Dragonell em World Destruction
- Live Metal Model A em Rockman ZX Advent
- Matabee Gotō em Hyakka Ryōran Samurai Girls
- Meiren em Dance in the Vampire Bund
- Misaki Hijiri em Saint October
- Miwa Hirano em Kamen no Maid Guy
- Chousen em Ikkitousen
- Mahiru Oki em Happy Seven
- Mariya Shidō em Maria Holic
- Nagi Ichinose em Nyan Koi!
- Naruko Yokoshima em Seitokai Yakuindomo
- Nagomi Yashi em Tsuyokiss
- Nice Holystone em Baccano!
- Rio Kazumiya em So Ra No Wo To
- Ruka Urushibara em Steins;Gate
- Mikoto em Rune Factory Oceans
- Ran Yakumo em Koumajou Densetsu II: Stranger's Requiem
- Ryota Sato em Kyo no Gononi
- Rufan em Ar tonelico III: Sekai Shūen no Hikigane wa Shōjo no Uta ga Hajiku
- Sakamoto Natsumi em Princess Princess
- Saki Kirino em Jigoku Shoujo
- Sakurako Soga em Yutani Complex
- Sasha Braus em Shinjeki no kyojin
- Satoshi Hōjō em Higurashi no Naku Koro ni
- Satsuki Miya em Denpateki na Kanojo
- Setsuna Sakurazaki em Negima!
- Sharry em Itsudatte My Santa!
- Shizuku Sakurai em Candy Boy
- Shizuko Kaga em Kaichou wa Maid-sama!
- Shōko Rokujō em Touka Gettan
- Shuhei Hisagi (criança) em Bleach
- Dorothy Albright em Arcana Heart 2
- Tadamichi Aoba em Dan Doh!!
- Wigglytuff em Pokémon Mystery Dungeon: Explorers of Time and Explorers of Darkness
- Yu em Dobutsu no Mori , a adaptação cinematográfica do Animal Crossing série de jogos de vídeo.
- Yū Hatori em Kami nomi zo Shiru Sekai.
- Yumi Kajiki em Saki.
- Yuyu Hoshino em 12Riven